# 龍達 (北卡羅萊納州)
龍達（英語：Ronda）是一個位於美國北卡羅萊納州威爾克斯縣的城鎮。

## 人口
根據2020年美國人口普查的數據，龍達的面積為2.81平方千米，皆為陸地。當地共有人口438人，而人口密度為每平方千米156人。